# Rasmus Andresen
Rasmus Andresen, född 20 februari 1986 i Essen är en tysk politiker i (Allians 90/De gröna). Andresen var medlem av Schleswig-Holsteins lantdag från 2009 till 2019 och vice ordförande från 6 juni 2017 till juni 2019. Han har varit ledamot av Europaparlamentet sedan den 2 juli 2019.

## Biografi
Andresen föddes i Essen, men växte upp i Flensburg från två års ålder, där han bor än idag. Han gick i skolor för den danska minoriteten och tog examen från den danska gymnasieskolan Duborg-Skolen 2005. Efter att ha fullgjort sin samhällstjänst på ett boende för personer med funktionsnedsättning studerade han i Roskilde, Danmark och avlade en kandidatexamen i administration och kommunikationsvetenskap. Han läser en masterexamen i governance vid Öppna universitetet i Hagen.

### Politik
Sedan 15 års ålder har Andresen varit engagerad i Grüne Jugend och senare i partiet Allians 90/De gröna. Han är även engagerad i det danska Socialistisk Folkeparti (SF) och dess ungdomsorganisation SFU. 2008 följde han Barack Obamas valkampanj i USA och skrev sin kandidatuppsats om finanskrisens inverkan på den amerikanska valkampanjen.
Rasmus Andresen är en av grundarna av Institut Solidarische Moderne. Han var ledamot av Schleswig-Holsteins delstatsparlament 2009–2019.
Till delstatsvalet i Schleswig-Holstein den 27 september 2009 kandiderade Andresen för Allians 90/De gröna som nummer 10 på listan. På grund av det mycket goda valresultatet på 12,4 % för Allians 90/De gröna och de tolv delstatsparlamentsmandaten som uppnåtts, gick Andresen in i Schleswig-Holsteins lantdag den 27 oktober 2009 som medlem av lantdagen. I lantdagen var han suppleant i socialnämnden och utbildningsnämnden.

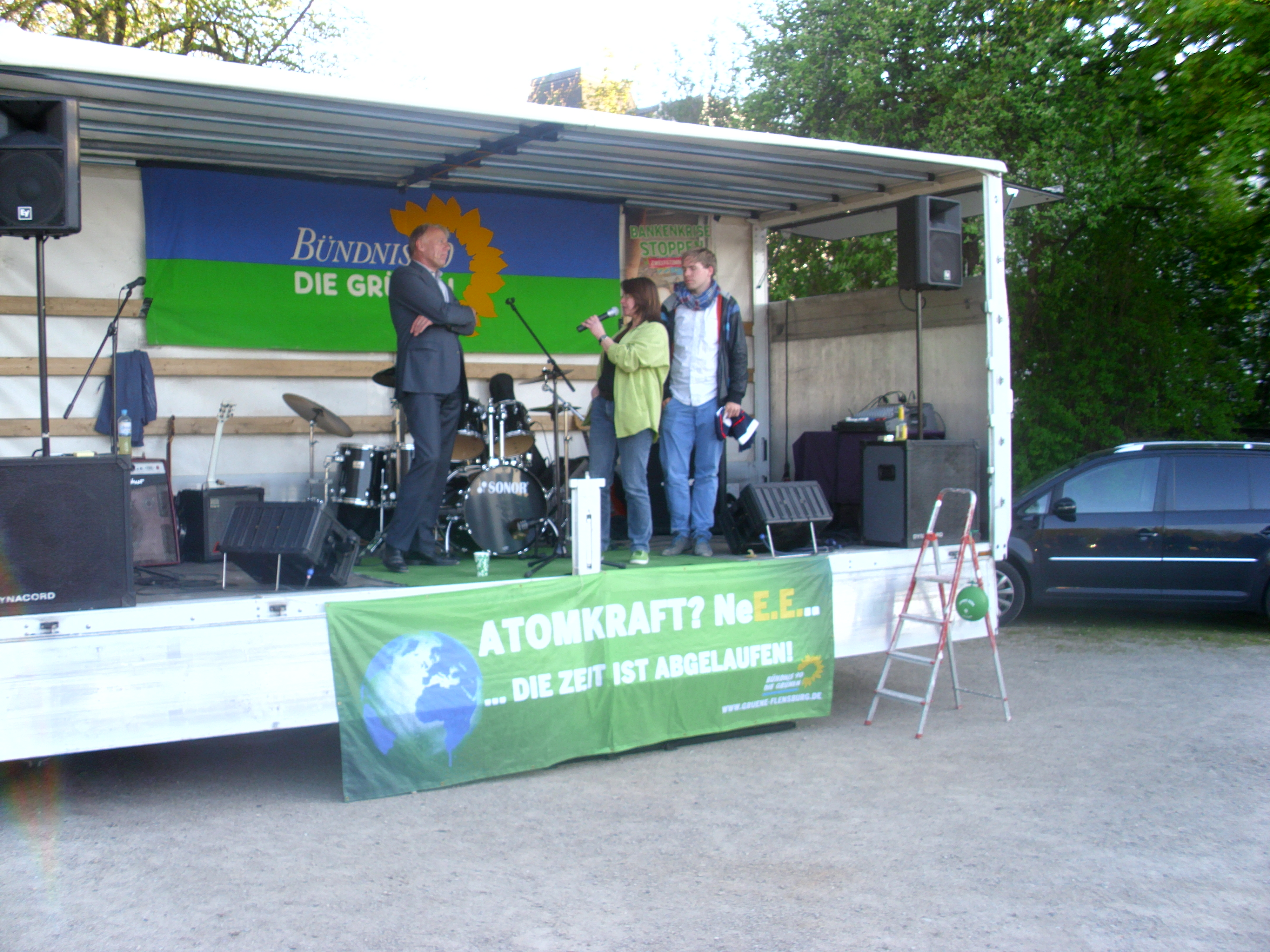
Rasmus Andresen med Jürgen Trittin och Ellen Kittel-Wegner i Flensburg (2012)

I delstatsvalet i Schleswig-Holstein 2012 omvaldes Andresen till delstatsparlamentet. Sedan dess har han varit den förste vice gruppledaren och talesmannen för budget-, universitets- och minoritetspolitiska frågor för sin grupp. Sedan november 2012 har han varit medlem i sitt partis ledarskapskommitté med 16 medlemmar.
I kommunvalet den 25 maj 2013 var Rasmus Andresen den förste gröna att vinna ett direktmandat i Flensburg, i Valkrets 11 i innerstaden.
I augusti 2014 uppmanade Rasmus Andresen Flensburgs borgmästare Simon Faber att försöka arrangera OS i Flensburg. Han var intresserad av seglingstävlingar och handbollsturneringen, som skulle kunna tilldelas en annan stad i händelse av ett eventuellt förnyat ansökningsinitiativ från Hamburg. 
Till delstatsvalet i Schleswig-Holstein 2017 valdes Rasmus Andresen som direktkandidat för Allians 90/De gröna för valkretsen Flensburg. Han valdes via delstatslistan.

### Ledamot av Europaparlamentet (sedan 2019)
I maj 2018 tillkännagav Andresen sin kandidatur till Gruppen De gröna/Europeiska fria alliansens federala lista inför valet till Europaparlamentet 2019. Andresen kom på 16:e plats på den federala listan med ämnena budget och digitalisering och valdes in i Europaparlamentet den 26 maj 2019. Där gick han med i gruppen De gröna/EFA och är ledamot av budgetutskottet samt suppleant i utskottet för industri, forskning och energi och utskottet för den inre marknaden och konsumentskydd.
Den 16 mars 2021 tog han över som fadder för Igor Bantser, sångare i bandet Mister X och politisk fånge från Belarus.
Den 14 december 2021 valdes han till talesman för den tyska gruppen i parlamentsgruppen De gröna/EFA, efter Sven Giegold.